# Fuerzas de Autodefensa de Japón
Las Fuerzas de Autodefensa de Japón (自衛隊 Jieitai?) es el ejército establecido en Japón tras el fin de la ocupación aliada después de la Segunda Guerra Mundial. Durante la mayor parte del periodo de posguerra estas fuerzas estuvieron confinadas a las islas de Japón por decreto y no se les permitía desplegarse en el extranjero. En los últimos años y bajo autorización estadounidense, han participado en operaciones internacionales de mantenimiento de la paz. Recientes tensiones, particularmente con Corea del Norte y China, han reactivado el debate acerca del estatus de las Fuerzas de Autodefensa y su relación con la sociedad.

## Personal y organización
Las Fuerzas de Autodefensa de Japón cuentan con un personal de 240 000 unidades, de las cuales se estima que 150 000 pertenecen a la Fuerza Terrestre, 51 000 a la Fuerza Marítima, 50 000 a la Fuerza Aérea. Por su parte, desde 2023 los reservistas suman 55 000, en comparación a los 47 900 del año 2005. En este año, además, contaba con 1849 miembros dentro del Tōgō bakuryō-kanbu (統合幕僚監部?  agencia similar al Estado Mayor Conjunto de otras fuerzas armadas).

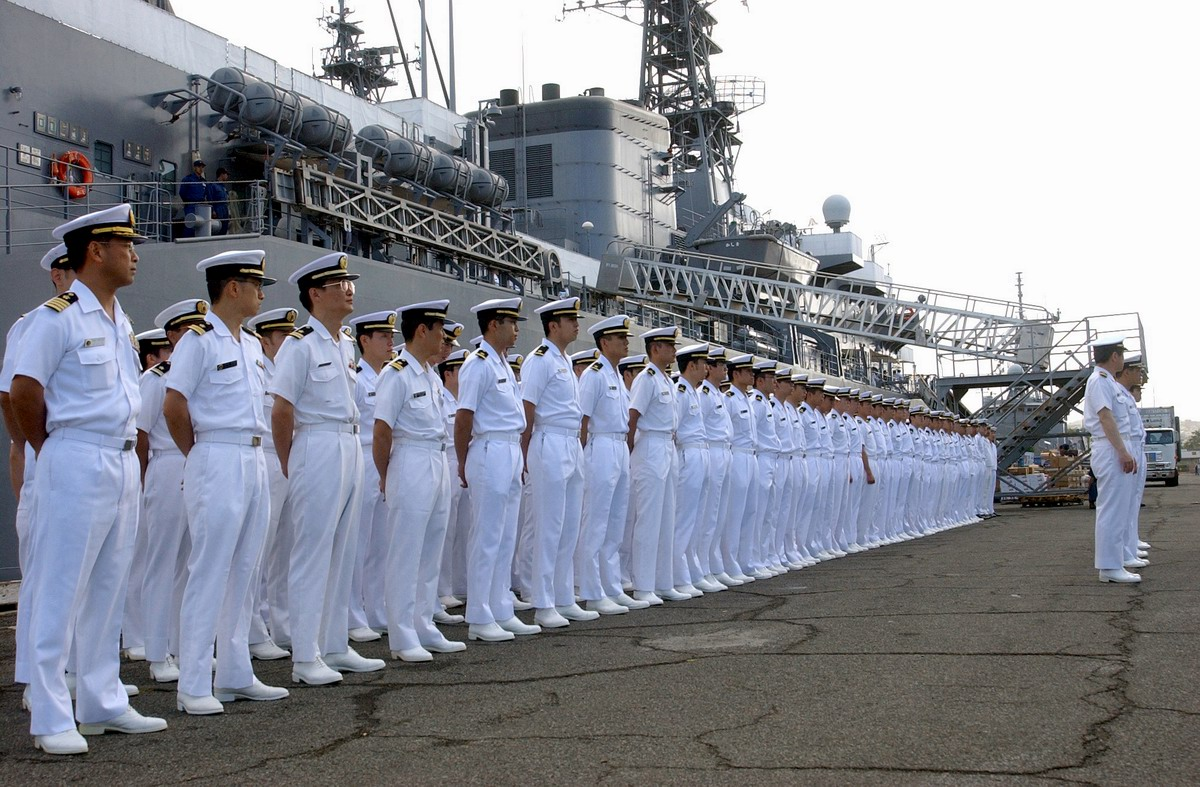
Marineros japoneses en formación junto al buque-escuela de la Fuerza Marítima de Autodefensa de Japón, el JDS Kashima (TV 3508) en Pearl Harbor.

### Cadena de mando

#### Operativa
- Primer ministro de Japón
  - Ministro de Defensa
    - Viceministro de Defensa
      - Jefe de la Oficina del Estado Mayor Conjunto

#### Administrativa
- Ministro de Defensa
  - Viceministro de Defensa
    - Jefes de Estado Mayor de las diferentes Fuerzas

### Ramas militares
- Fuerza Terrestre de Autodefensa (Ejército de tierra)
- Fuerza Marítima de Autodefensa (Armada)
- Fuerza Aérea de Autodefensa (Fuerza Aérea)

### Unidades militares
- Cinco cuerpos de ejército.
- Cinco distritos marítimos.
- Tres fuerzas aéreas.

De acuerdo con la Ley de Fuerzas de Autodefensa de 1954, la organización de la defensa nacional busca en todo momento que las fuerzas armadas se encuentren bajo un férreo control civil, resultando así un sistema militar único en el mundo. Todo el personal adscrito a las Fuerzas de Autodefensa son técnicamente civiles: los uniformados son funcionarios especiales y están subordinados a los funcionarios civiles que dirigen el Ministerio de Defensa. No existen secretos militares ni un código legal militar específico; en caso de que algún miembro de las Fuerzas cometiese un delito ya sea en su propia base o fuera de ella, en acto de servicio o no y de naturaleza civil o militar, este sería juzgado de forma convencional por el tribunal civil de la jurisdicción correspondiente.

## Política de defensa
En la Política Básica de Defensa Nacional de Japón se marcan las siguientes directrices:
1. Mantenimiento de una política exclusivamente orientada a la defensa.
2. No incrementar el poder militar para evitar recelos de otros países.
3. Abstenerse del desarrollo de armas nucleares y rechazo a la presencia de este tipo de armas en territorio nacional.
4. Reforzar el control civil sobre los militares.
5. Mantenimiento de acuerdos de seguridad con los Estados Unidos.
6. Desarrollo dentro de unos límites de las capacidades defensivas del país.

En 2011, el presupuesto de defensa de Japón fue el sexto mayor gasto militar del mundo. Sobre un 50% de este gasto corresponde a los salarios del personal, mientras que el resto se dedica a suministros, armamento, renovación de material, etc.
Como muestra de la controversia existente alrededor de las Fuerzas y su estatus legal, ni el término japonés 軍 con el significado de fuerza armada o militar, ni los vocablos "militar", "ejército", "armada" o "fuerza aérea" son empleados en referencias oficiales a las Fuerzas de Autodefensa.

### Artículo 9
En teoría, el rearme japonés está terminantemente prohibido por el Artículo 9 de la Constitución de Japón, el cual además de afirmar que "el pueblo japonés renuncia para siempre a la guerra como un derecho soberano de la nación y a la amenaza o uso de la fuerza como medio para resolver disputas internacionales", también declara que "nunca podrán mantenerse fuerzas de tierra, mar y aire, así como cualquier otra con potencial bélico." En la práctica, sin embargo, el Parlamento (definido en el Artículo 41 como "el máximo órgano de los poderes del Estado"), aprobó en 1954 la constitución de las Fuerzas de Autodefensa. Debido a su peculiar estatus, cualquier intento de mejorar las capacidades y el presupuesto de las Fuerzas suele ser motivo de controversia política. Como las Fuerzas de Autodefensa de Japón tienen muy limitadas sus posibilidades de operaciones en el exterior, apenas cuentan con medios para llevarlas a cabo, tales como misiles tierra-tierra o sistemas de re-abastecimiento en vuelo, cuerpos de infantería de marina, unidades anfibias o grandes arsenales. Las Ordenanzas de las Fuerzas están estrictamente reguladas en la Ley de Fuerzas de Autodefensa de 1954.

### Reformas recientes
Las pruebas realizadas por Corea del Norte con su misil balístico Taepodong-1 sobre espacio aéreo japonés en agosto de 1998 así como otras sucesivas junto con otros asuntos han llevado a una escalada de tensión entre ambos países que a su vez ha provocado un aumento del interés por parte de Japón en desarrollar un sistema antimisiles balísticos. Dicho sistema, compuesto por navíos de combate Aegis y misiles Patriot PAC-3, se encuentra en proceso de despliegue. Asimismo se está considerando permitir la activación del sistema en caso de amenaza sin necesidad de consultar al Parlamento. En diciembre de 2004, Japón y los Estados Unidos firmaron un memorándum para el establecimiento de un marco general de cooperación para el desarrollo de un sistema marítimo antimisiles.
En noviembre de 2005 fueron propuestas diversas revisiones a la Constitución según las cuales se crearía el Ministerio de Defensa y podría hacerse referencia a las Fuerzas de Autodefensa como fuerza militar por primera vez desde su creación. La expresión propuesta es "Con la intención de asegurar la paz y la independencia de nuestro país así como la seguridad del Estado y el pueblo, las Fuerzas Militares de Autodefensa realizarán su trabajo a las órdenes del Primer Ministro del gobierno como Comandante Supremo." En los últimos años la enmienda ha ido ganando apoyo popular.
El 8 de junio de 2006, el gobierno japonés envió al Parlamento una propuesta por la cual se elevaba la Agencia de Defensa a la categoría de Ministerio. Dicha propuesta fue aprobada en diciembre de 2006.
Japón también ha estrechado sus lazos militares con Australia y los líderes de ambos países se encuentran en conversaciones para alcanzar un pacto militar en Asia de características similares a la OTAN.
Tras los varios incidentes diplomáticos en la región, el gobierno japonés aprobó una resolución por la cual las fuerzas armadas podrán desplegarse en el extranjero si se necesita acudir en ayuda de sus aliados o socorrer a nacionales que se encuentren en apuros fuera de las islas.

## Presupuesto

Un gráfico circular que muestra los gastos militares mundiales por país para 2019, en miles de millones de dólares, según el SIPRI

En 1976, el primer ministro Takeo Miki anunció que el gasto en defensa debería mantenerse dentro del 1% del Producto interno bruto (PIB) de Japón, un techo que se observó hasta 1986. A partir de 2005, el presupuesto militar de Japón se mantuvo en aproximadamente el 3% del presupuesto nacional; aproximadamente la mitad se gasta en costos de personal, mientras que el resto se destina a programas de armas, mantenimiento y costos operativos. A partir de 2011, Japón tiene el octavo presupuesto militar más grande del mundo.
El presupuesto militar publicado de Japón para 2015 fue de 4,98 billones de yenes (aproximadamente US $ 42 mil millones, y aproximadamente el 1% del PIB japonés), un aumento del 2,8 por ciento respecto al año anterior.

## Historia
La actuación del Ejército Imperial Japonés que terminó con la derrota de Japón en la Segunda Guerra Mundial supuso un profundo y duradero impacto en la actitud de la nación hacia todo lo relacionado con guerras, fuerzas armadas e intervenciones militares en política. Estas actitudes se hicieron aparentes en el pueblo con la aceptación de no solo el desarme total, desmovilización y purga de todos los líderes militares que ocupaban puestos de influencia pública tras la guerra, sino también la prohibición constitucional de cualquier rearme. Bajo las órdenes del General del Ejército de los Estados Unidos Douglas MacArthur como Comandante Supremo, las Fuerzas Aliadas comenzaron la desmilitarización y democratización de Japón. Todos los clubs, escuelas y sociedades relacionadas con lo militar fueron eliminadas. Las artes marciales fueron prohibidas. Se abolió el Estado Mayor así como los Ministerios del Ejército y de Marina y sus respectivas fuerzas, el Ejército y la Armada Imperiales. También se desmanteló el tejido industrial bélico. Esta "desmilitarización forzosa" no siempre contó con el beneplácito de los japoneses, y se realizaron sonadas acciones de protesta contra una política que presumiblemente humillaba a la nación derrotada en la Segunda Guerra Mundial.
El trauma del ataque nuclear estadounidense produjo gran terror en el pueblo, terror que acompañó a la Constitución de 1947 redactada por las autoridades estadounidenses y en la que, en su Artículo 9, la nación japonesa renunciaba para siempre al empleo de la guerra como medio de resolución de conflictos internacionales y declara que Japón nunca volverá a mantener "fuerzas terrestres, marítimas o aéreas ni ningún otro potencial militar". Posteriores gobiernos interpretaron estos puntos como una forma de conservar el derecho inherente de la nación a defenderse, de modo que, con apoyo de los Estados Unidos, comenzaron el desarrollo de las Fuerzas de Autodefensa, cuya legitimidad constitucional fue desafiada de forma notable en los años 70 e incluso en los 80.

### Primeros pasos

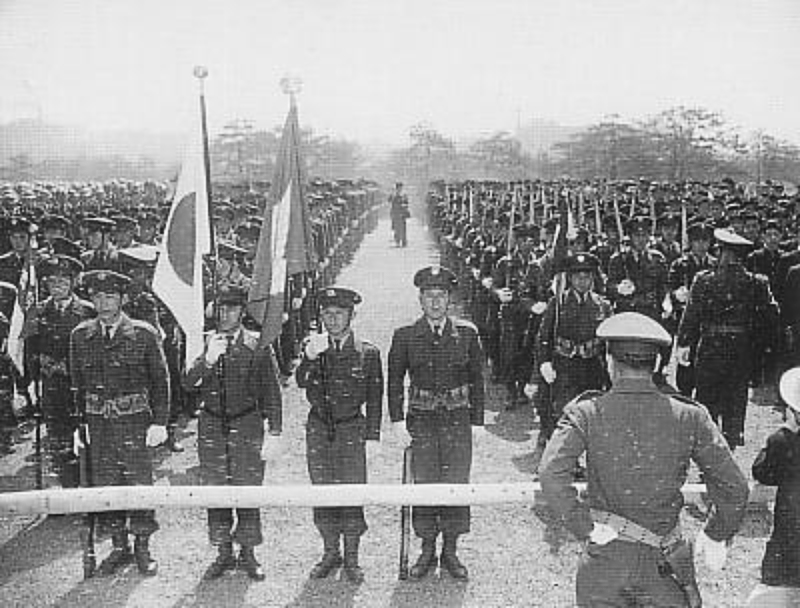
Reserva Nacional de Policía, 3 de mayo de 1952

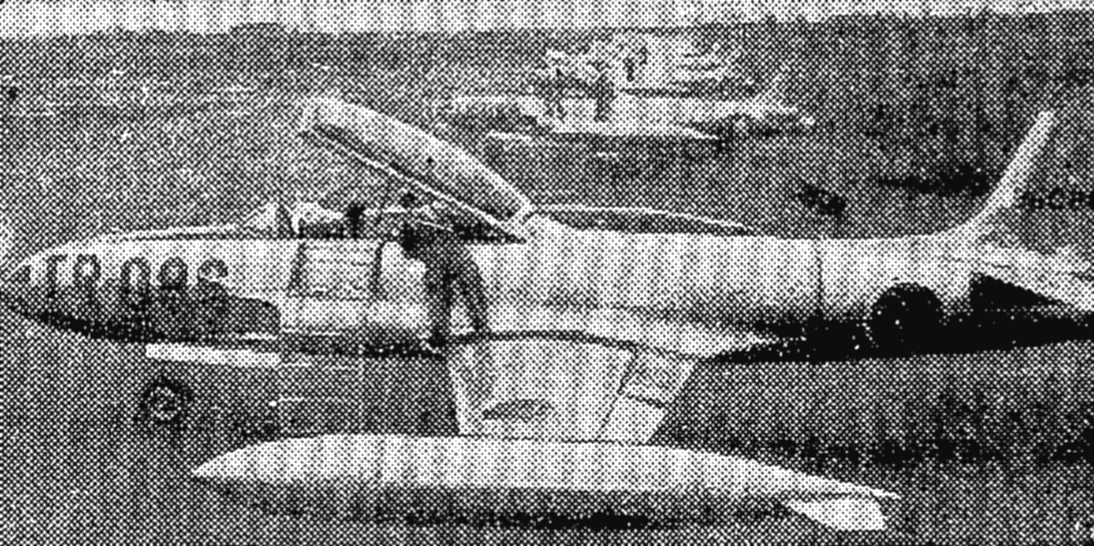
JASDF Lockheed T-33 jet entrenamiento el 15 de mayo de 1955

Despojada de su capacidad militar tras 1945, la nación solamente contaba con fuerzas de ocupación y pequeños grupos de policía a los que debía confiar su seguridad. La escalada de tensión propia de la Guerra Fría junto con diversas huelgas y manifestaciones de izquierdas celebradas en Japón, llevaron a algunos líderes conservadores a cuestionarse la renuncia unilateral de la nación a desarrollar y mantener cualquier tipo de capacidad militar. Estos sentimientos se intensificaron en 1950 cuando gran parte de las tropas de ocupación fueron enviadas a la guerra de Corea (1950-53), dejando a Japón virtualmente indefenso ante cualquier acción subversiva interna y muy consciente de la necesidad de establecer una relación mutua de defensa con los Estados Unidos para garantizar la seguridad exterior de la nación. Animado por las autoridades ocupantes, el gobierno japonés autorizó en julio de 1950 la creación de una Reserva nacional de Policía compuesta de 75.000 hombres equipados con armas de infantería ligera.
De acuerdo con los términos del Tratado de Cooperación Mutua y Seguridad entre los Estados Unidos y Japón, ratificado en 1952 con el tratado de paz que Japón había firmado con los Estados Unidos y otros países, las fuerzas estadounidenses establecidas en Japón tenían la obligación de afrontar cualquier agresión externa contra Japón, mientras que las fuerzas japonesas, tanto terrestres como marítimas, deberían intervenir en los problemas internos y desastres naturales. Como consecuencia de estos acuerdos, a mediados de 1952 la Reserva nacional de Policía fue ampliada hasta los 110.000 hombres y fue renombrada como Fuerzas Nacionales de Seguridad. La Fuerza Costera de Seguridad, que había sido organizada en 1950 como un equivalente marítimo de las Reserva nacional de Policía, fue transferida a la Agencia Nacional de Seguridad constituyendo el embrión de una futura Armada.
A medida que Japón percibía la posibilidad de recibir crecientes amenazas del exterior sin contar con fuerzas adecuadas para combatirlas, las Fuerzas Nacionales de Seguridad experimentaron un gran desarrollo que desembocó en importantes problemas políticos. La cláusula de renuncia a la guerra contemplada en la Constitución fue la base para la aparición de importantes objeciones políticas a cualquier tipo de fuerza armada distinto de un Cuerpo de Policía convencional. Pese a todo, en 1954 se constituyeron tres fuerzas separadas de tierra, mar y aire con propósitos estrictamente defensivos sujetas al mando del primer ministro.
Para evitar la reaparición del militarismo, los líderes nipones remarcaron las garantías constitucionales en pos del control del Gobiernos y los militares por parte de civiles, así como el uso de términos no militares en la estructura de la organización y funciones de las Fuerzas. Al principio, los carros de combate eran denominados "vehículos especiales"; el departamento administrativo encargado de las Fuerzas tenía rango de Agencia en lugar de ser un Ministerio al uso y las distintas ramas de las fuerzas armadas recibieron los nombres de Fuerza Terrestre, Marítima y Aérea de Autodefensa en lugar de los nombres convencionales de Ejército de Tierra, Armada y Fuerza Aérea.
Aunque la posesión de armas nucleares no está explícitamente prohibida en la constitución, Japón, como única nación en el mundo verdaderamente consciente de la devastación provocada por los ataques nucleares, no tardó en expresar su repulsa hacia las armas nucleares y su intención de no adquirirlas jamás. La Ley Básica de la Energía Atómica de 1956 limita la investigación, desarrollo y utilización de la energía nuclear para únicamente fines pacíficos, emanando de ella una política nacional conocida como los "tres principios no nucleares" (prohibición de poseer, manipular e introducir en el país armas nucleares). En 1976 Japón ratificó el Tratado de No Proliferación de Armas Nucleares (adoptado por el Consejo de Seguridad de las Naciones Unidas en 1968) y reiteró su intención de nunca "desarrollar, usar o permitir el transporte de armas nucleares a través de su territorio". Sin embargo, a causa del alto nivel tecnológico del país y la gran cantidad de centrales nucleares operativas, Japón suele ser considerado un país "nuclearmente capacitado"; por ejemplo, podría desarrollar un arma utilizable en un corto período en caso de que la situación política cambiase de forma signficativa.

## Uniformes e insignias
Los uniformes de vestir de las tres ramas de Fuerzas de Autodefensa son de estilo similar a los de las fuerzas estadounidenses. Los uniformes de la Fuerza Terrestre son de color verde oliva, el personal de la Fuerza Marítima lleva bien el clásico uniforme de vestir azul y blanco o bien el uniforme caqui de campaña; y el personal de la Fuerza Aérea utiliza el mono azul típico de la Fuerza Aérea de los Estados Unidos. Las Fuerzas Terrestre y Marítima comparten el uniforme de campaña, parecido a su vez al utilizado por el Bundeswehr alemán solo que con tonos más ligeros de marrón y verde; por su parte la fuerza aérea tiene su propio camuflaje consistente en un patrón marrón y ocre similar al utilizado por las Reales Fuerzas Armadas Neerlandesas. El Arma de adscripción de los miembros de la Fuerza Terrestre está indicada por la insignia correspondiente y un color distintivo: rojo para la Infantería, amarillo para la Artillería pesada, naranja para las unidades acorazadas, violeta para los ingenieros, verde claro para la Artillería ligera, verde para los Servicios Médicos, azul claro para las unidades aéreas, azul para las compañías de señales; marrón para la Intendencia, violeta oscuro para las unidades de transporte, blanco para las unidades aerotransportadas y azul oscuro para el resto. La insignia de la Fuerza Terrestre es la flor del sakura flanqueada por dos ramas de hiedra, junto con un galón centrado en la parte inferior entre las bases de las ramas; la de la Fuerza Marítima consiste en un ancla bajo una flor de cerezo rodeada por los lados y por debajo por ramas de hiedra; por último, la de la Fuerza Aérea se compone de un águila heráldica bajo la cual se sitúa una estrella y una media luna flaqueada por alas estilizadas.

## Reclutamiento y condiciones de servicio
En 1992, las tres ramas de las Fuerzas de Autodefensa contaban con 246 400 hombres en activo a los que había que sumar 48 400 reservistas. Incluso activando todo este personal en la reserva, el país posee una tasa de personal militar por habitante inferior a cualquier país de la OTAN. De las grandes naciones asiáticas, solamente India e Indonesia poseen una tasa más baja.
Las Fuerzas de Autodefensa se componen en exclusiva de voluntarios. El servicio militar de por sí no está prohibido por ley, pero muchos ciudadanos consideran que el Artículo 18 de la Constitución de Japón, que prohíbe el servicio obligado excepto como pena por la comisión de algún delito, establece la prohibición legal de cualquier forma de servicio militar. Incluso en ausencia de una interpretación tan estricta, parece prácticamente imposible la realización de llamamientos a filas.
El personal uniformado de las Fuerzas de Autodefensa comienza su carrera como soldados o marineros, empleo que ocuparán un tiempo determinado. En el caso de los reclutas de las fuerzas terrestres suelen ser dos años, o tres para aquellos que desean formarse en alguna especialidad técnica. Para los reclutas de las fuerzas marítima y aérea el periodo suele ser de tres años. Los candidatos a oficiales, cadetes de la Academia de la Defensa Nacional de Japón o de la Facultad de Medicina de la Defensa Nacional, así como los candidatos a puestos de especialización técnica permanecen alistados por tiempo indefinido. La formación en la Academia de la Defensa Nacional y en las escuelas técnicas suele ser de cuatro años, mientras que en la Facultad de Medicina de la Defensa Nacional el tiempo se alarga hasta los seis años.
En el momento de la formación de las Fuerzas de Autodefensa, las mujeres solamente eran admitidas en los servicios de enfermería. Posteriormente sus posibilidades fueron creciendo al permitírseles entrar en el servicio de comunicaciones de la Fuerza Terrestre en 1967 y en los de las Fuerzas Aérea y Marítima en 1974. En 1991 las Fuerzas de Autodefensa contaban con más de 6000 mujeres y podían optar al 80% de los puestos, teniendo vetados aquellos que requerían exposición directa al combate. La primera promoción mixta de la Facultad de Medicina de la Defensa Nacional se graduó en marzo de 1991, mientras que la Academia de la Defensa Nacional admitió mujeres por primera vez en 1992.
Como consecuencia de un sentimiento que parece continuación de la apatía o antipatía surgida tras la Segunda Guerra Mundial hacia las fuerzas armadas, las Fuerzas de Autodefensa están encontrando dificultades para reclutar nuevo personal. Tienen que competir con los grandes sueldos de las industrias, de modo que gran parte de los alistados son voluntarios "persuadidos" tras terminar su periodo de reclutas. Normalmente son las prefecturas rurales las que proporcionan un mayor número de reclutas a las Fuerzas de Autodefensa; en zonas como el sur de Kyushu y Hokkaido, donde las oportunidades de empleo son limitadas, los reclutas están bien vistos por la población, todo lo contrario que en zonas urbanas como Tokio y Osaka.
A causa de que todos los miembros de las Fuerzas son técnicamente civiles y además voluntarios, pueden renunciar a su puesto en cualquier momento. Muchos de los alistados se ven atraídos por los altos salarios de los empleos civiles, de modo que los oficiales de la Agencia de Defensa se quejan constantemente de que la empresa privada se dedique a intentar contratar a su personal. Los intentos de las autoridades por detener estas prácticas mediante amenazas de sanción a aquellas empresas con contratos de Defensa que las realicen. De todas formas, ante la falta de mano de obra que sufre el país es más que probable que el problema continúe.
Algunos oficiales antiguos consideran que los miembros de las Fuerzas actuales no son comparables con los militares que componían las Fuerzas Armadas Imperiales, si bien las Fuerzas de Autodefensa son normalmente vistas como profesionales y capacitadas. En comparación con sus homólogos de otros países, cabe decir que los miembros de las Fuerzas de Autodefensa reciben una importante educación y entrenamiento físicos. La alfabetización es universal y la enseñanza, extensiva. El personal también es formado en distintas artes marciales como el judo o el kendo, y los estándares físicos solicitados son muy altos y estrictos. Pese a todo, las Fuerzas de Autodefensa no atraen a los jóvenes de la misma manera que otras instituciones de Japón. Los graduados de las principales universidades no suelen entrar en las Fuerzas, y los aspirantes a ingresar en la Academia Nacional de la Defensa suelen ser equiparados a aquellos estudiantes que intentan entrar en las universidades locales de segunda fila.
Las condiciones de vida de los militares hacen que el iniciar una carrera en las Fuerzas de Autodefensa no sea tan atractivo como entrar a trabajar en la empresa privada u optar a algún puesto de funcionario. Las condiciones del servicio actual suponen menor dignidad, prestigio y comodidad que las del servicio prestado antes de la Segunda Guerra Mundial, momento en que el militarismo en Japón estaba en su punto álgido y los líderes militares eran considerados personas influyentes no solo en la vida militar sino en todos los ámbitos del Gobierno. Para la mayoría de los miembros del estamento militar, la profesión castrense ofrece un nivel de vida inferior a cualquier ocupación civil. Aquellos que deciden entrar en las Fuerzas de Autodefensa suelen ser considerados por la sociedad, como personas incapaces de encontrar un empleo mejor.
Como funcionarios especiales, el personal de las Fuerzas de Autodefensa recibe sus salarios de acuerdo con las escalas retributivas aplicadas a los funcionarios civiles, en las cuales no hay distinción de rango. Esto lleva a situaciones inverosímiles, siendo posible que un subordinado cobre más que su comandante: por ejemplo, los suboficiales más antiguos tienen salarios más altos que los nuevos oficiales recién salidos de la Academia pese a tener un rango superior. Asimismo, las autoridades de Defensa no pueden contemplar en su presupuesto ninguna partida dedicada al aumento de sueldos. La edad de retiro para los altos oficiales va desde los 53 a los 55 años, mientras que la del resto oscila entre los 50 y 53. A menudo estos límites son extendidos como forma de mitigar la falta de nuevos reclutas. A finales de los 80, la Agencia de Defensa, preocupada por la dificultad de sus retirados para encontrar un empleo, comenzó a ofrecer a sus miembros más mayores la posibilidad de aprender un oficio y de ser trasladados a unidades cercanas a los lugares donde tenían pensado asentarse tras su retiro. Desde octubre de 1987, la Asociación de Colocación de las Fuerzas de Autodefensa proporcionó asistencia y nuevos empleos al personal retirado. Asimismo, este personal recibe una pensión inmediatamente después de abandonar el servicio activo, unos 10 años antes de lo que lo hacen los funcionarios civiles convencionales. Durante la década de los 90 la financiación de este sistema de pensiones comenzó a ser un problema importante al producirse un notable envejecimiento de la población.
Los beneficios de los que disfruta el personal de las Fuerzas no es comparable a los proporcionados a los militares en activo de las Fuerzas Armadas de otros países desarrollados. La asistencia sanitaria se articula alrededor de una red de centros encabezada por el Hospital Central de las Fuerzas de Autodefensa junto con 14 hospitales regionales y 165 clínicas en instalaciones militares y buques, si bien solamente cubre exámenes médicos y el tratamiento de enfermedades y lesiones sufridas en acto de servicio. No cuentan con privilegios económicos o comerciales como economatos u otros descuentos. Otro de los grandes problemas es la vivienda, ya que muchas veces las autoridades prefieren fomentar que los militares se instalen en barrios civiles cercanos a los cuarteles que mejorar las instalaciones situadas dentro de las bases.

## Misiones y despliegue

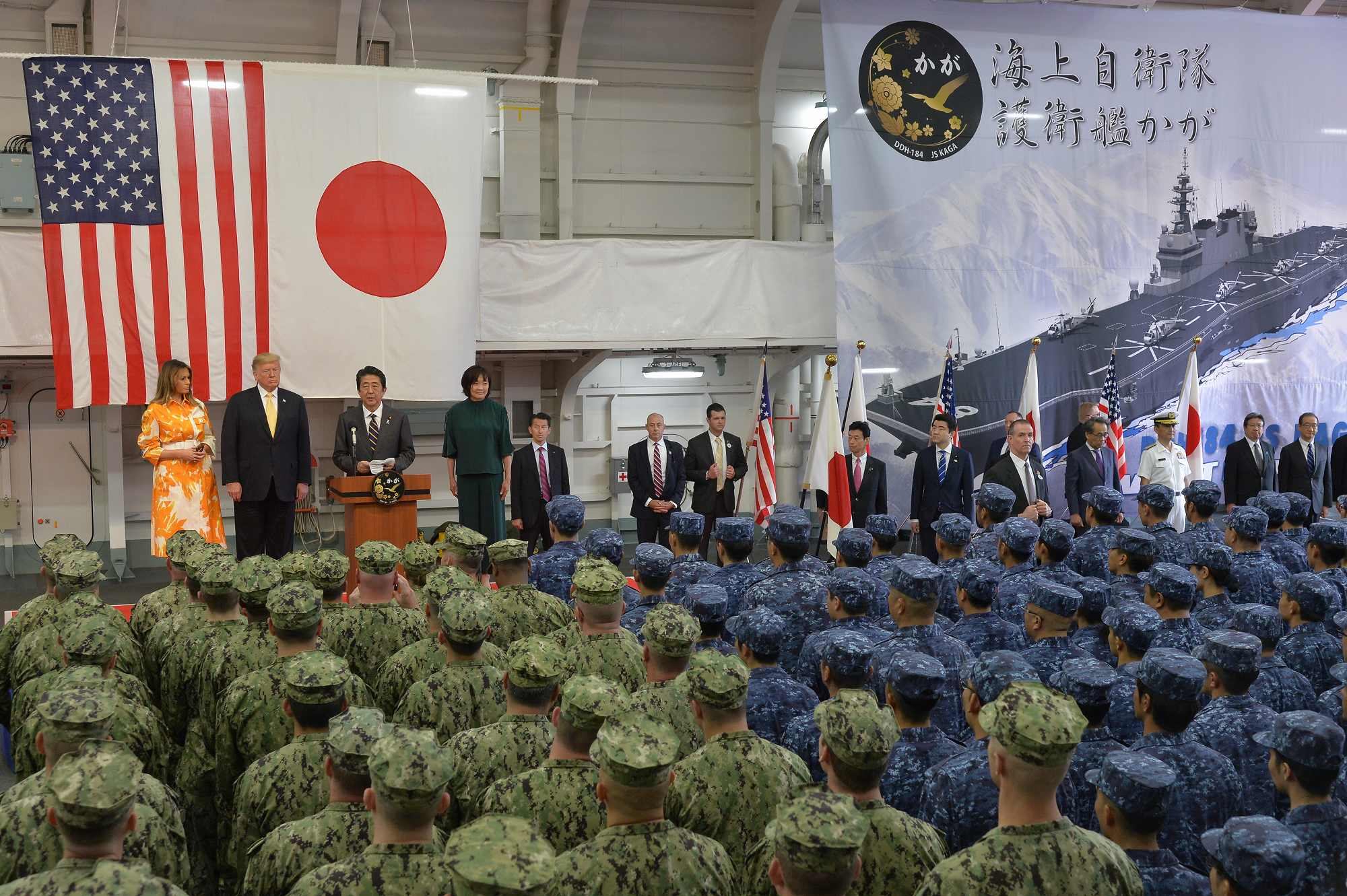
El difunto primer ministro Shinzo Abe y el expresidente Donald Trump pronuncian un discurso sobre el JS Kaga

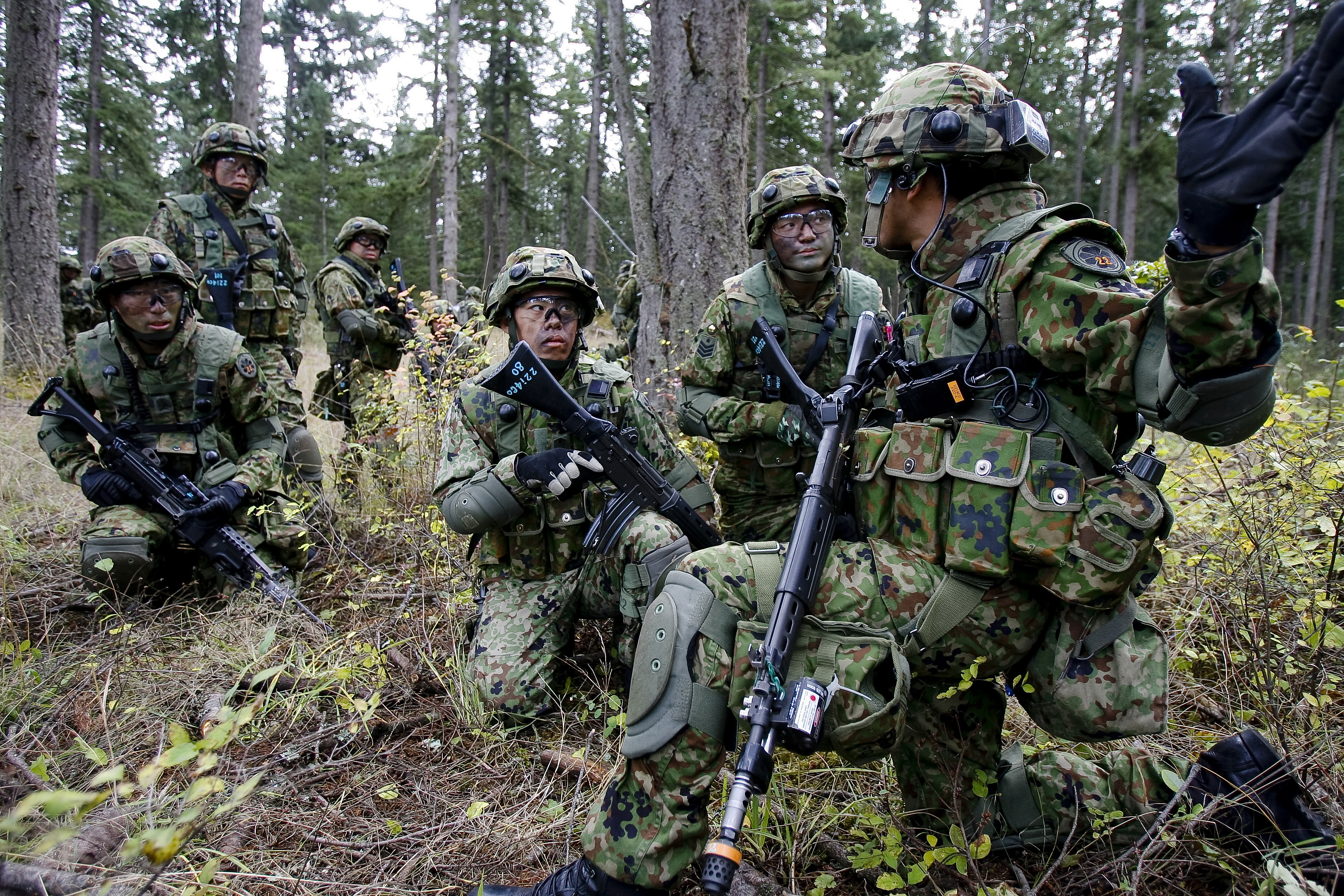
Soldados JGSDF durante un ejercicio de entrenamiento

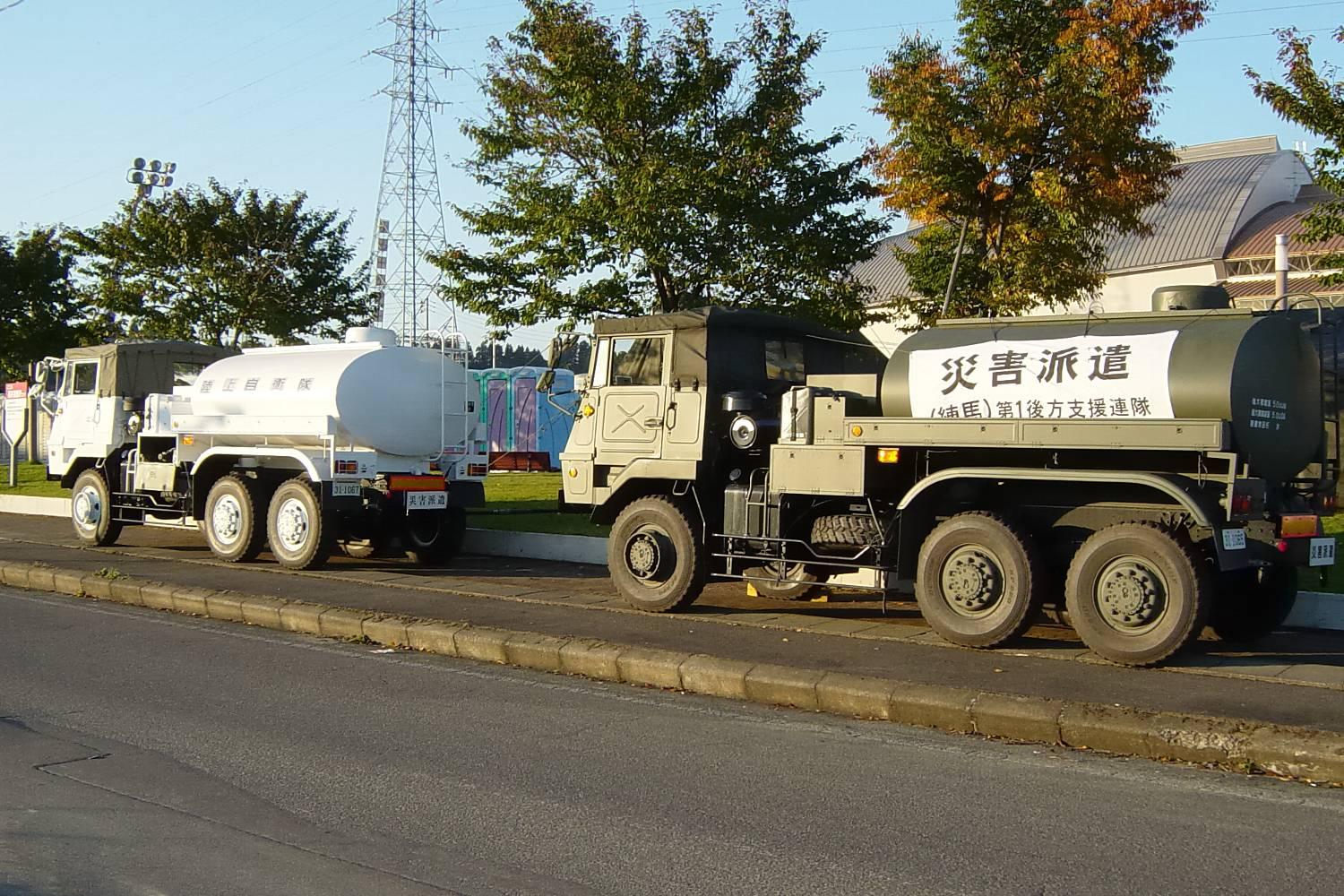
Alivio de desastres, JGSDF

A pesar del estatus de Japón como potencia mundial, la nación siempre ha descargado su responsabilidad de defensa de la región. El haber renunciado a la guerra, a mantener cualquier potencial bélico y a poseer armas nucleares, llevó a pensar que el país solamente debería contar con la mínima estructura de defensa necesaria para poder afrontar ataques del exterior. Dentro de esos límites, la Ley de Fuerzas de Autodefensa de 1954 sienta las bases de las que han surgido varias formulaciones acerca de la misión de las Fuerzas. La ley afirma que las fuerzas de tierra, mar y aire deben preservar la paz, la independencia y la seguridad nacional mediante el desarrollo de operaciones que defiendan al país de cualquier ataque directo o indirecto.
El marco general de desarrollo de las misiones de las Fuerzas de Autodefensa se encuentra en la Política Básica de Defensa Nacional adoptada por el Gobierno de Japón en 1957 y todavía en vigor. Según este documento, la seguridad nacional debe ser preservada con ayuda de las Naciones Unidas y la cooperación internacional, estabilizando la política interior, desarrollando de forma gradual un sistema efectivo de autodefensa y tratando cualquier intento de agresión exterior de acuerdo con los acuerdos de seguridad firmados por Japón y los Estados Unidos (previamente a la aparición de la ONU).
Los términos tan generales que respaldan las posibles operaciones militares dejan abiertas distintas posibilidades de interpretación y son fruto de críticas acerca de que la nación no cuenta con una estrategia militar definida. En el Resumen del Programa de Defensa Nacional de 1976, el Gobierno observó que era necesario definir las diferentes misiones de forma más específica mediante diversos criterios para el mantenimiento y las operaciones de las Fuerzas de Autodefensa. Según estas directrices, en caso de un ataque limitado y a pequeña escala, las fuerzas japonesas podría responder de forma adecuada y rápida a la situación. Si el ataque enemigo supera las posibilidades de contraataque de las Fuerzas de Autodefensa, estas intentarían retener al atacante hasta que los Estados Unidos pudieran enviar efectivos en su ayuda. En caso de ofensiva nuclear, Japón debería confiar en la capacidad disuasoria de los Estados Unidos. Para cumplir sus misiones, las Fuerzas de Autodefensa pueden mantener sistemas de vigilancia, prepararse para responder a ataques directos e indirectos, ser capaz de proporcionar apoyo logístico e intervenir en catástrofes naturales.
El programa especificaba cuotas de personal y equipamiento para cada rama de las Fuerzas según diversas estimaciones de sus necesidades. Asimismo se marcaban los elementos particulares propios de cada misión. La Fuerza Terrestre de Autodefensa tiene por objetivo defender la nación de cualquier ataque por tierra o amenaza a la seguridad nacional pudiendo desplegarse en cualquier parte del país, así como proteger las bases del conjunto de las Fuerzas de Autodefensa. La Fuerza Marítima se encarga de afrontar las invasiones por mar, detectar minas, patrullar e inspeccionar las aguas territoriales, y guardar y defender los puertos, bahías y estrechos. La Fuerza Aérea de Autodefensa debería contar con capacidad para interceptar aviones y misiles enemigos, dar soporte a las unidades marítimas y terrestres, realizar misiones de reconocimiento y transporte para cualquier unidad de las Fuerzas y mantener unidades aerotransportadas de respuesta rápida.
La Estimación a Medio Plazo para el periodo fiscal 1986-1990 contempló la modernización y expansión del papel de las Fuerzas de Autodefensa. Mientras se mantuvieran vigentes los acuerdos de seguridad entre Japón y Estados Unidos y el carácter exclusivamente defensivo marcado por la Constitución, este programa emprendió una serie de mejoras moderadas de las capacidades de defensa. Entre los objetivos específicos se encontraban la modernización de la defensa aérea mediante la compra de nuevos aviones de caza y misiles tierra-aire, mejorar las operaciones submarinas con destructores adicionales y aviones de patrulla y una evolución de los servicios de inteligencia, reconocimiento y comunicaciones. Se alcanzaron gran parte de los objetivos del programa, si bien las marcas establecidas por la Estimación para el periodo 1991-1995 fueron de menor calado.
El papel de las Fuerzas de Autodefensa en los desastres naturales está definido en el Artículo 83 de la Ley de Fuerzas de Autodefensa de 1954, siendo necesario que los gobernadores de las prefecturas soliciten su ayuda para que intervengan ante incendios, terremotos, búsquedas de personas desaparecidas, rescates y refuerzo de diques en caso de inundaciones. Las Fuerzas de Autodefensa nunca han sido utilizadas en labores policiales, y es poco probable que alguna vez les sean encomendadas tareas de seguridad interior en el futuro.

### Mantenimiento de paz

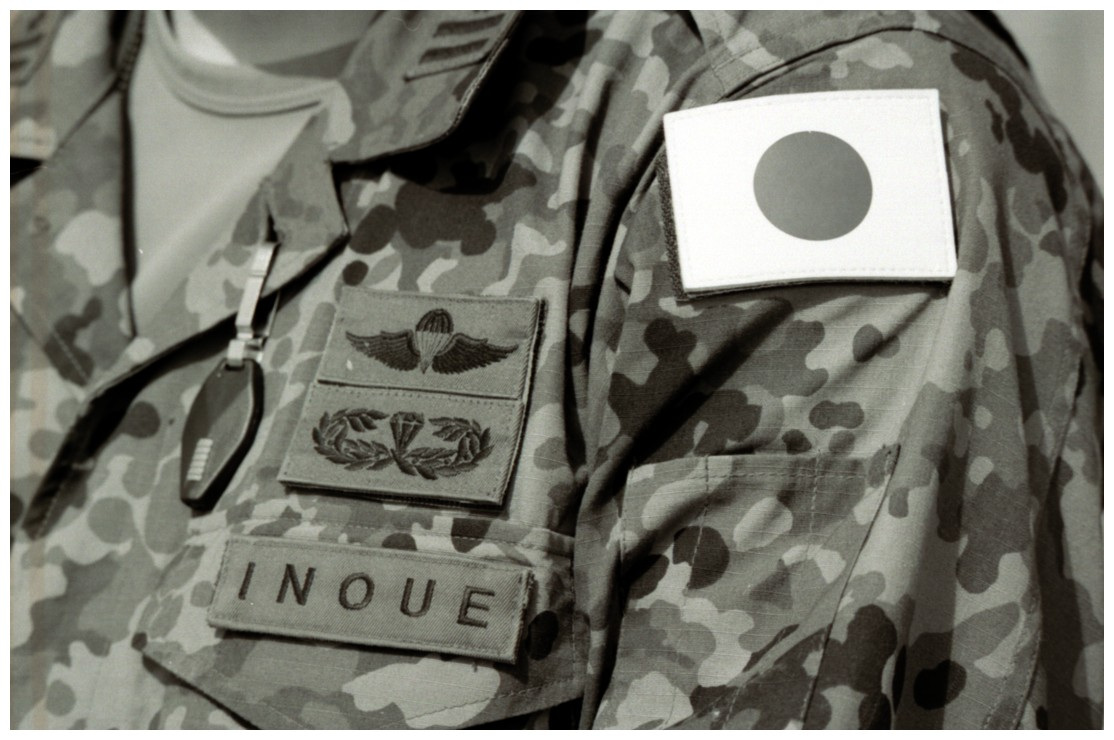
Detalle del uniforme de un soldado de las Fuerzas de Autodefensa destinado en Bagdad, capital de Irak (abril de 2005).

En junio de 1992, el Parlamento aprobó la Ley de Cooperación en Misiones de Mantenimiento de Paz de la ONU según la cual se permitía a las Fuerzas de Autodefensa participar bajo bandera de la ONU en operaciones médicas, repatriación de refugiados, apoyo logístico, reconstrucción de infraestructuras, observación de procesos electorales y labores policiales, siempre bajo condiciones muy limitadas. La participación de las Fuerzas de Autodefensa en la Autoridad Transitoria de la ONU en Camboya (UNTAC) junto con los esfuerzos diplomáticos por parte de Japón contribuyeron a alcanzar los Acuerdos de Paz de París de 1991. En mayo de 1993, 53 miembros de las Fuerzas fueron enviados a Mozambique para participar en la operación de mantenimiento de paz de la ONU en la excolonia portuguesa. Sin embargo, el despliegue de personal de las Fuerzas fuera del país sigue siendo un asunto controvertido, y algunos miembros del Partido Democrático de Japón, el principal partido de la oposición, junto con otros grupos políticos del Parlamento, continúan oponiéndose a la movilización fuera de Japón del personal de las Fuerzas de Autodefensa, incluso en misiones de rescate de ciudadanos japoneses.
El primer despliegue internacional realizado sin el abrigo de las Naciones Unidas tuvo lugar en 2004. Las tropas fueron enviadas a Irak como fuerza de paz. En 2005 asistieron durante un breve período al pueblo de Indonesia tras el tsunami de diciembre de ese año.
En 2004, el Gobierno ordenó el despliegue de las tropas japonesas en Irak a instancias de los Estados Unidos. El contingente de las Fuerzas de Autodefensa acudió para asistir en las tareas de reconstrucción de Irak encabezadas por los Estados Unidos. Este controvertido despliegue marcó un punto de inflexión en la historia de Japón al ser la primera vez desde el fin de la Segunda Guerra Mundial que el país enviaba tropas al extranjero sin ser consecuencia de una resolución de las Naciones Unidas. Más de la mitad de la población japonesa se opuso a esta intervención, debido a que el artículo 9 de la Constitución de Japón prohíbe al país emplear la fuerza militar excepto en defensa propia.
La opinión pública se encuentra dividida respecto de este tema, especialmente si se tiene en cuenta que las tropas japonesas están organizadas solamente como medio de defensa, y la operaciones en Irak en el mejor de los casos apenas tienen este carácter. A pesar de todo, la administración Koizumi decidió enviar tropas como respuesta a la petición de los Estados Unidos. Aunque se había desplegado armados, a causa de restricciones constitucionales, las tropas fueron protegidas por fuerzas australianas. La misión está en curso, estando programado que permanezcan en Irak al menos hasta el 10 de diciembre de 2007.
6 oficiales de la Fuerza Terrestre de Autodefensa de Japón fueron enviados a Nepal la última semana de marzo de 2007 como parte de una misión de mantenimiento de paz de la ONU para negociar el alto el fuego entre las fuerzas gubernamentales y los rebeldes comunistas. Basándose en el artículo 9, no estaban autorizados a participar en operaciones de combate.
En una reciente rueda de prensa, el Secretario de Estado Nobutaka Machimura afirmó que los Ministerios de Defensa y Exteriores se encontraban en conversaciones para crear una ley permanente que regulase el despliegue de las Fuerzas de Autodefensa en misiones de paz fuera de Japón.

## Papel en la vida nacional
La Agencia de Defensa de Japón, consciente de que no podría cumplir sus programas sin el apoyo popular, prestó una enorme atención a la opinión pública. Aunque el pueblo japonés seguía manteniendo un cierto recelo hacia cualquier tipo de fuerza armada, a finales de los 80 el antimilitarismo se moderó en comparación con los primeros años de existencia de las Fuerzas de Autodefensa. Por aquel entonces, estando aún fresca la terrible derrota en la Segunda Guerra Mundial, gran parte de la población había dejado de creer que los militares podían mantener la paz o servir a la nación. A mediados de los 70, los recuerdos de la guerra ya se habían diluido, y un creciente número de personas comenzaron a creer que el papel militar y diplomático de Japón debería reflejar su rápido crecimiento económico. Al mismo tiempo, dentro de la estrategia de la Guerra Fría, los Estados Unidos iniciaron una política de contención militar en el Pacífico. En 1976 el director general de la Agencia de Defensa Sakata Michita solicitó al Gobierno la adopción del Programa Nacional de Defensa para mejorar la calidad de las fuerzas armadas y definir de forma más clara su papel estrictamente defensivo. Para que este programa fuese bien recibido, tuvo que aceptar la limitación del gasto militar al 1% del PIB y la prohibición de exportar armas y tecnología militar. El programa fue finalmente aprobado por el gabinete, respaldo que fue confirmado por las encuestas de opinión, que mostraban un 60% de aceptación popular. Durante los 70 y los 80, la calidad de las Fuerzas de Autodefensa creció junto con el sentimiento público de aprobación de las mismas.
En noviembre de 1982, Nakasone Yasuhiro, antiguo director general de la Agencia de Defensa, fue elegido primer ministro. En su nuevo cargo comenzó a recibir presiones de los Estados Unidos y otras naciones occidentales para modificar la política de defensa de Japón hacia posiciones más firmes en consonancia con el estatus de Japón como gran potencia económica y política mundial. Un fuerte sentimiento antimilitarista permaneció en la opinión pública, sobre todo en los partidos opositores. Nakasone escogió una solución de compromiso basada en el desarrollo gradual de las Fuerzas de Autodefensa y un incremento progresivo del gasto militar. En 1985 fue presentado el Programa de Defensa a Medio Plazo. Aunque ese programa contó con el respaldo popular, sus objetivos no pudieron ser alcanzados al necesitar superar el gasto militar el 1% del PIB para ello, limitación que seguía siendo del agrado de la opinión pública. Al principio el Gobierno intentó solucionar el problema mediante el pago diferido, incluyendo únicamente en los presupuestos los costes iniciales del material militar principal. Sin embargo, a finales de 1986, se hizo obvio que ese techo del 1% tenía que ser superado de todas maneras. Así, el 24 de enero de 1987, tras una reunión extraordinaria, el Gobierno decidió eliminar esta limitación al gasto militar. Una encuesta publicada en marzo de 1987 indicaba que este movimiento supuso un desafío a la opinión pública: solamente el 15% aprobaba la eliminación de ese techo del 1%, mientras que el 61% directamente lo rechazaba. Pese a todo, otro estudio encargado por la Oficina del primer ministro en enero de 1988 mostró que un 58% de la población aprobaba el presupuesto militar de un 1,004 % del PIB para el ejercicio fiscal 1987.
Durante el año 1987 el Gobierno japonés revisó las distintas maneras de colaborar con las fuerzas aliadas en la protección de los buques en el Golfo Pérsico. Fueron consideradas diversas posibilidades, incluyendo el envío de dragaminas a la zona. Sin embargo, al final, el gobierno determinó que el envío de cualquier tipo de fuerza militar al Golfo sería inaceptable para el pueblo japonés. En lugar de ello, el Gobierno decidió enviar fondos para financiar la instalación de radiobalizas de navegación.
La valoración popular de las Fuerzas de Autodefensa continuó aumentando en los 80: en una encuesta de 1988 más de la mitad de los encuestados se mostraba interesado en las Fuerzas y un 76% se mostraba favorablemente impresionados. Aunque la mayoría (63,5 %) era consciente de que el objetivo principal de las Fuerzas de Autodefensa era el mantenimiento de la seguridad nacional, un porcentaje aún mayor (77%) consideraba que la asistencia en desastres naturales era su función más útil. Entre 1984 y 1988, a petición de los gobernadores de las prefecturas, las Fuerzas realizaron aproximadamente unas 3100 operaciones de ayuda en desastres naturales en las cuales participaron 138.000 hombres, 16.000 vehículos, 5.300 aeronaves y 120 buques y otras embarcaciones. Además las Fuerzas participaron en operaciones de prevención de desastres por terremoto proporcionado gran cantidad de explosivos excedentes de la Segunda Guerra Mundial, especialmente en Okinawa. Las Fuerzas también colaboraron en obras públicas, eventos deportivos, expediciones antárticas. Especialmente sensibles en cuando al mantenimiento de relaciones con las comunidades cercanas a las bases, las Fuerzas construyeron nuevas carreteras, regadíos y escuelas. También dotaron de aislamiento acústico a las casas y edificios públicos situados cerca de sus aeródromos. A pesar de estas medidas, la resistencia local a las instalaciones militares sigue siendo fuerte en algunas aéreas.

## Galería

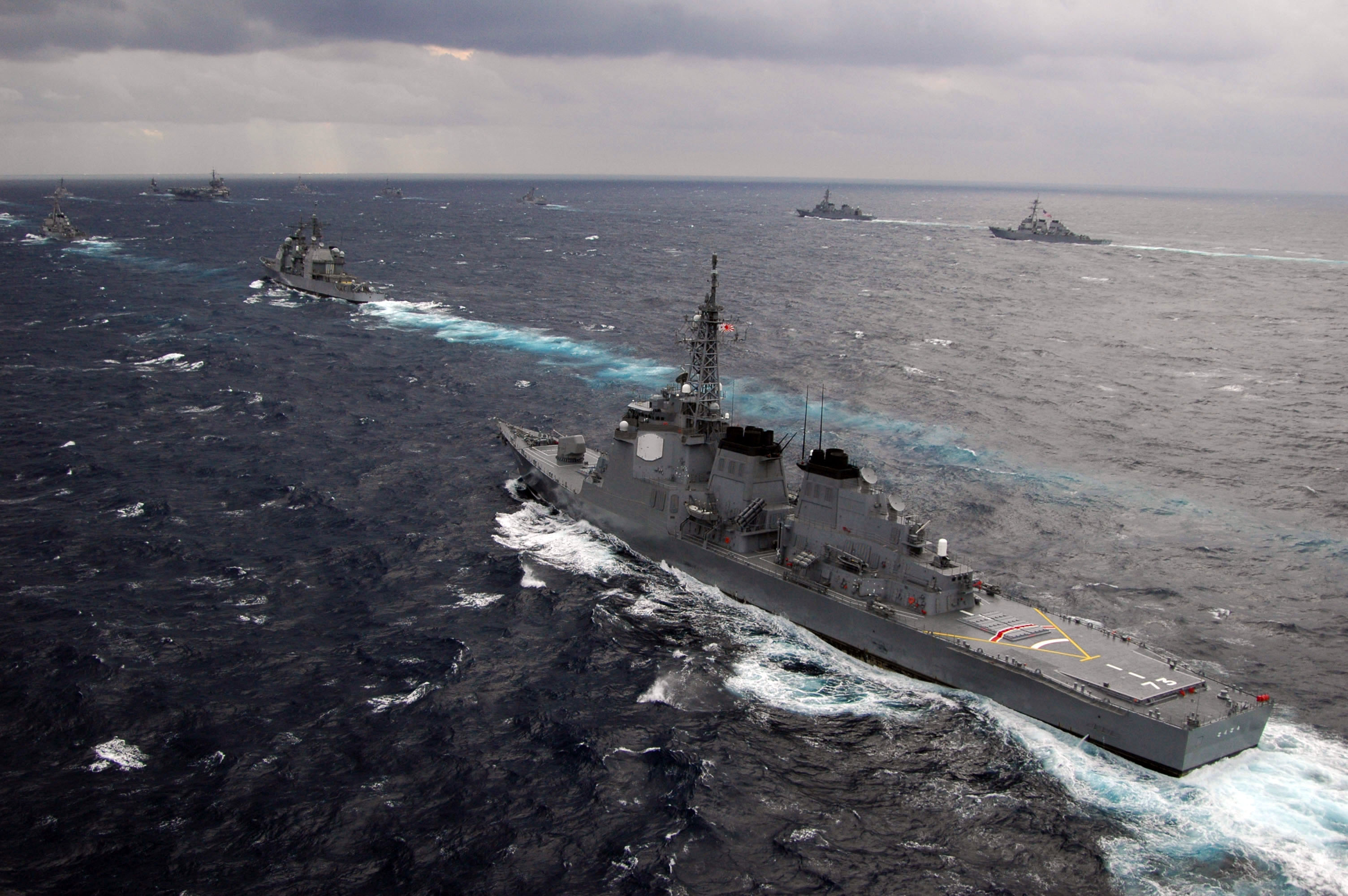
JS Kongō (DDG-173), y JMSDF Clase Kongō
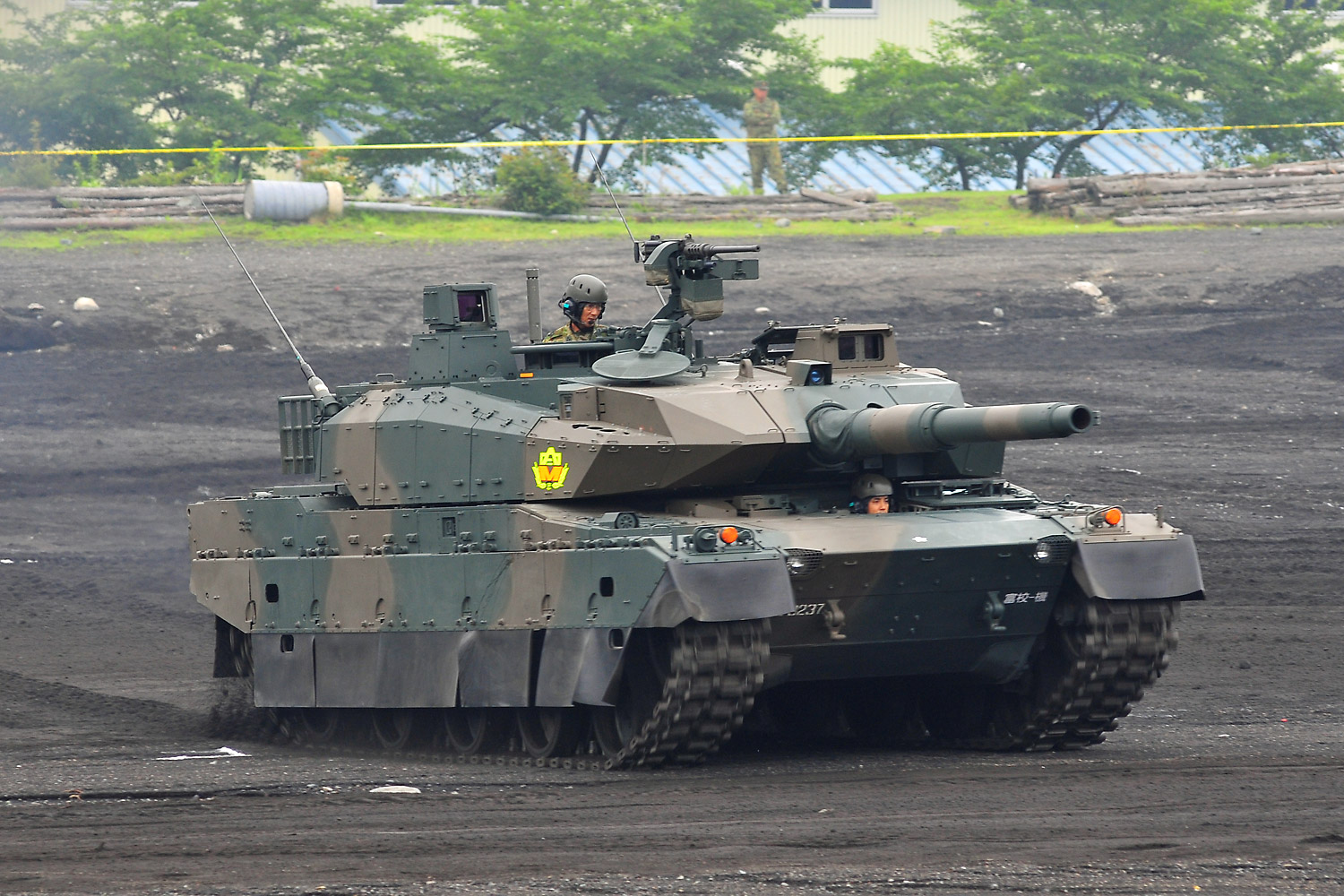
JGSDF Tipo 10 MBT
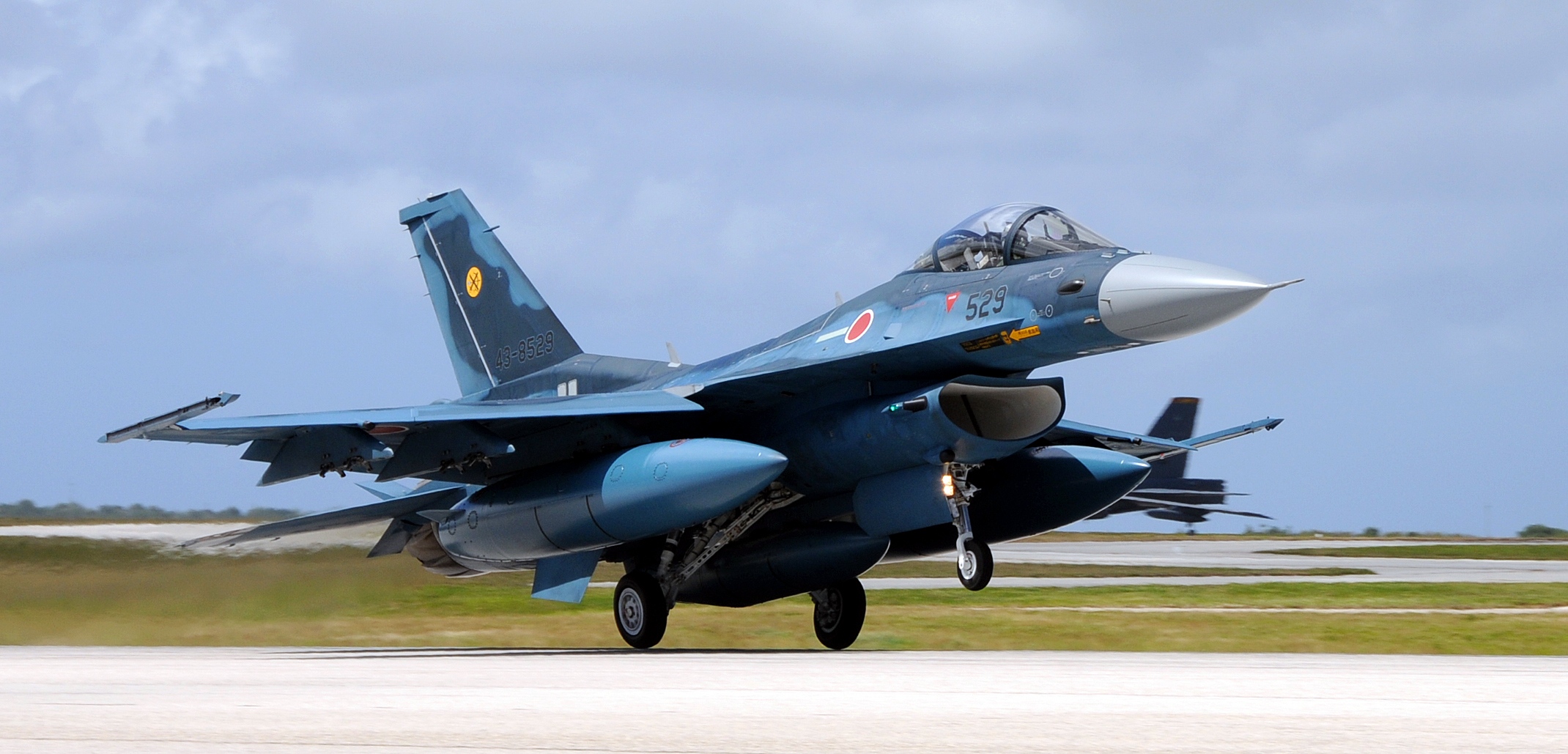
JASDF F-2
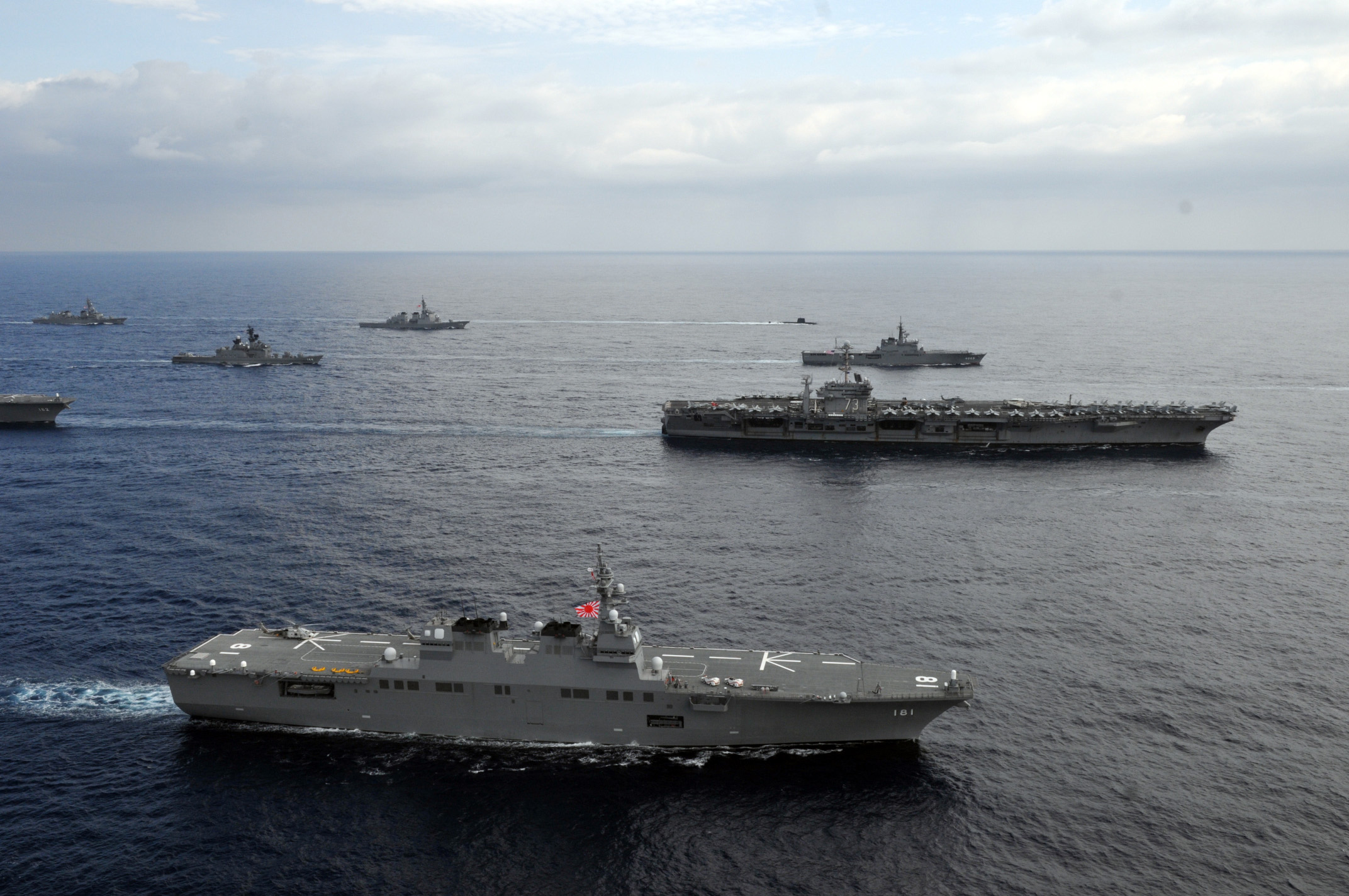
USS George Washington (CVN-73)y JS Hyūga (DDH-181)
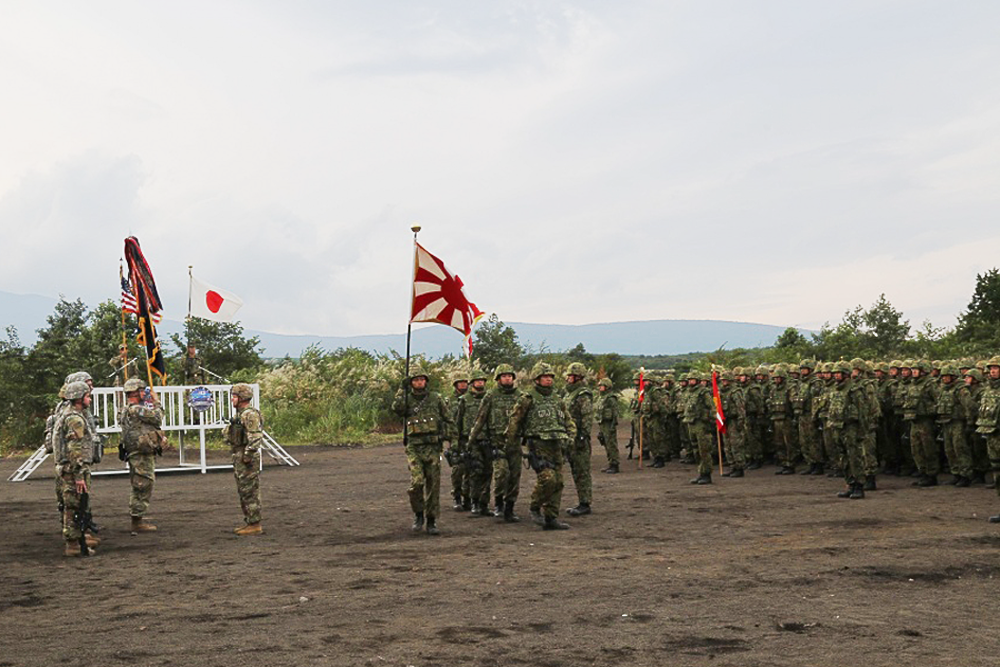
Soldados de JGSDF y soldados estadounidenses participan en la ceremonia de apertura de Orient Shield 2017 en Camp Shin Yokotsuka, 11 de septiembre de 2017
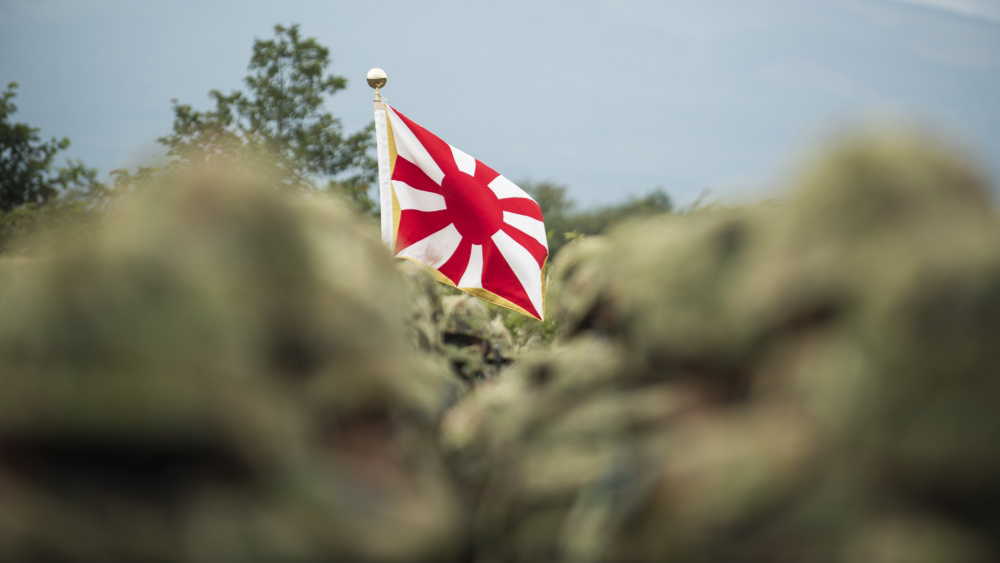
Bandera de las Fuerzas de Autodefensa de Japón

## Figuras notables de las Fuerzas de Autodefensa
- Jefe del Estado Mayor Conjunto: Yuji Fujinawa
- Antiguo jefe del Estado Mayor Conjunto: Hayao Kinugasa
- Antiguo jefe de Estado Mayor de la Fuerza Aérea: Minoru Genda